# CEV Challenge Cup (herrar)
CEV Challenge Cup är en årlig europeisk klubbtävling arrangerad av Confédération Européenne de Volleyball (CEV). Tävlingen är den tredje högst rankade efter CEV Champions League och CEV Cup. Tävlingen spelades för första gången 1980. Fram till 2007 kallades den CEV Cup
, samtidigt som den tävling som nu heter CEV Cup hade andra namn (Top Teams Cup och cupvinnarecupen).

## Historik
- CEV Cup (1980–81 till 2006–2007)
- CEV Challenge Cup (från och med 2007–08)

## Vinnare
| - 1980–81: AS Cannes - 1981–82: Star Lift Voorburg - 1982–83: Panini Modena - 1983–84: Panini Modena - 1984–85: Panini Modena - 1985–86: Kutiba Falconara - 1986–87: Ener-Mix Milano - 1987–88: Avtomobilist Leningrad - 1988–89: Avtomobilist Leningrad - 1989–90: Moerser SC - 1990–91: Sisley Treviso - 1991–92: Maxicono Parma - 1992–93: Sisley Treviso - 1993–94: Ignis Padova | - 1994–95: Pallavolo Parma - 1995–96: Alpitour Traco Cuneo - 1996–97: Porto Ravenna Volley - 1997–98: Sisley Treviso - 1998–99: Palermo Volley - 1999–00: Roma Volley - 2000–01: Lube Banca Marche Macerata - 2001–02: Noicom Cuneo - 2002–03: Sisley Treviso - 2003–04: Kerakoll Modena - 2004–05: Lube Banca Marche Macerata - 2005–06: Lube Banca Marche Macerata - 2006–07: Fakel Novy Urengoy - 2007–08: Cimone Modena | - 2008–09: Arkas Spor - 2009–10: RPA Perugia - 2010–11: Lube Banca Marche Macerata - 2011–12: Tytan AZS Częstochowa - 2012–13: Copra Elior Piacenza - 2013–14: Fenerbahçe Grundig - 2014–15: Vojvodina - 2015–16: Calzedonia Verona - 2016–17: Fakel Novy Urengoy - 2017–18: Bunge Ravenna - 2018–19: Belogorie Belgorod - 2020–21: Allianz Powervolley Milano |

## Finaler

### CEV Cup
| År                      |                            | Final         | Final                          | Final                      |                            | Match om tredjepris | Match om tredjepris |
| År                      | Vinnare                    | Matchresultat | Tvåa                           | Trea                       | Fyra                       |                     |                     |
| 1980–81 mer information | AS Cannes                  | Gruppspel     | Amare più Loreto               | Santal Parma               | AS Grenobloise             |                     |                     |
| 1981–82 mer information | Star Lift Voorburg         | Gruppspel     | Toseroni Roma                  | Güney Sanayi Adana         | Turavia Salesianos         |                     |                     |
| 1982–83 mer information | Panini Modena              | Gruppspel     | Orion Doetinchem               | AS Grenobloise             | Arago de Sète              |                     |                     |
| 1983–84 mer information | Panini Modena              | Gruppspel     | Casio Milano                   | VVC Vught                  | Paderborn                  |                     |                     |
| 1984–85 mer information | Panini Modena              | Gruppspel     | Partizan                       | Kruikenburg Ternat         | Hormann Gand               |                     |                     |
| 1985–86 mer information | Kutiba Falconara           | Gruppspel     | Bosna                          | Bistefani Torino           | Kruikenburg Ternat         |                     |                     |
| 1986–87 mer information | Ener-Mix Milano            | Gruppspel     | Santal Parma                   | Červená hvězda Bratislava  | Asse-Lennik                |                     |                     |
| 1987–88 mer information | Avtomobilist Leningrad     | 3–1           | Ciesse Padova                  | Montpellier UC             | Arago de Sète              |                     |                     |
| 1988–89 mer information | Avtomobilist Leningrad     | 3–0           | Petrarca Padova                | Debic Zonhoven             | JSA Bordeaux               |                     |                     |
| 1989–90 mer information | Moerser SC                 | Gruppspel     | Partizan                       | Avtomobilist Leningrad     | AS Grenobloise             |                     |                     |
| 1990–91 mer information | Sisley Treviso             | 3–2           | Elektrotechnika                | Charro Padova              | Dynamo Moskva              |                     |                     |
| 1991–92 mer information | Maxicono Parma             | 3–0           | Charro Padova                  | Bayer Wuppertal            | Galatasaray                |                     |                     |
| 1992–93 mer information | Sisley Treviso             | 3–0           | Charro Esperia Padova          | Dynamo Moskva              | Bayer Wuppertal            |                     |                     |
| 1993–94 mer information | Ignis Padova               | 3–0           | Samotlor                       | VfB Friedrichshafen        | Bayer Wuppertal            |                     |                     |
| 1994–95 mer information | Pallavolo Parma            | 3–0           | Orestiada                      | Tally Milano Gonzaga       | Samotlor                   |                     |                     |
| 1995–96 mer information | Alpitour Traco Cuneo       | 3–0           | Edilcuoghi Ravenna             | Aero Odolena Voda          | Orestiada                  |                     |                     |
| 1996–97 mer information | Porto Ravenna Volley       | 3–0           | Netaş Istanbul                 | Bayer Wuppertal            | Aero Odolena Voda          |                     |                     |
| 1997–98 mer information | Sisley Treviso             | 3–0           | Knack Roeselare                | Lube Banca Marche Macerata | Jihostroj České Budějovice |                     |                     |
| 1998–99 mer information | Palermo Volley             | 3–0           | Knack Roeselare                | SCC Berlin                 | Lube Banca Marche Macerata |                     |                     |
| 1999–00 mer information | Roma Volley                | 3–2           | Casa Modena Unibon             | ZAKSA Kędzierzyn-Koźle     | Orestiada                  |                     |                     |
| 2000–01 mer information | Lube Banca Marche Macerata | 3–0           | Casa Modena Salumi             | Noliko Maaseik             | Bossini Montichiari        |                     |                     |
| 2001–02 mer information | Noicom Cuneo               | 3–1           | Lokomotiv Belgorod             | Asystel Milano             | Lokomotyv Kharkiv          |                     |                     |
| 2002–03 mer information | Sisley Treviso             | 3–0           | Lube Banca Marche Macerata     | Iskra Odintsovo            | Azot Cherkasy              |                     |                     |
| 2003–04 mer information | Kerakoll Modena            | 3–2           | Coprasystel Ventaglio Piacenza | Lokomotiv Ekaterinburg     | Panathinaikos              |                     |                     |
| 2004–05 mer information | Lube Banca Marche Macerata | 3–2           | Son Amar Palma de Mallorca     | Tourcoing Lille Métropole  | Omniworld Almere           |                     |                     |
| 2005–06 mer information | Lube Banca Marche Macerata | 3–0           | Iskra Odintsovo                | Paris Volley               | Vojvodina                  |                     |                     |
| 2006–07 mer information | Fakel Novy Urengoy         | 3–0           | Copra Berni Piacenza           | Halkbank Ankara            | Stade Poitevin Poitiers    |                     |                     |

### CEV Challenge Cup
| År                      |                                   | Final                             | Final                             | Final                    |                | Match om tredjepris | Match om tredjepris |
| År                      | Vinnare                           | Matchresultat                     | Tvåa                              | Trea                     | Fyra           |                     |                     |
| 2007–08 mer information | Cimone Modena                     | 3–1                               | Lokomotiv Jekaterinburg           | Stade Poitevin Poitiers  | Asseco Resovia |                     |                     |
| 2008–09 mer information | Arkas İzmir                       | 3–2                               | Jastrzębski Węgiel                | Tomis Constanța          | EAP            |                     |                     |
| 2009–10 mer information | RPA–LuigiBacchi.it Perugia        | 3–0                               | Mladost Zagreb                    | Berlin Recycling Volleys | Dukla Liberec  |                     |                     |
| 2010–11 mer information | Lube Banca Marche Macerata        | 3–0, 3–2                          | Arkas İzmir                       |                          |                |                     |                     |
| 2011–12 mer information | Tytan AZS Częstochowa             | 3–1, 2–3 (GS 18–16)               | AZS Politechnika Warszawska       |                          |                |                     |                     |
| 2012–13 mer information | Copra Elior Piacenza              | 3–0, 3–0                          | Ural Ufa                          |                          |                |                     |                     |
| 2013–14 mer information | Fenerbahçe Grundig                | 2–3, 3–0                          | Andreoli Latina                   |                          |                |                     |                     |
| 2014–15 mer information | Vojvodina Novi Sad                | 3–1, 2–3                          | Benfica                           |                          |                |                     |                     |
| 2015–16 mer information | Calzedonia Verona                 | 3–2, 3–2                          | Fakel Novy Urengoy                |                          |                |                     |                     |
| 2016–17 mer information | Fakel Novy Urengoy                | 3–1, 3–1                          | Chaumont VB 52                    |                          |                |                     |                     |
| 2017–18 mer information | Bunge Ravenna                     | 3–1, 3–1                          | Olympiakos SFP                    |                          |                |                     |                     |
| 2018–19 mer information | Belogorie Belgorod                | 2–3, 3–0                          | Vero Volley Monza                 |                          |                |                     |                     |
| 2019–20 mer information | Avbruten p.g.a. COVID-19-pandemin | Avbruten p.g.a. COVID-19-pandemin | Avbruten p.g.a. COVID-19-pandemin |                          |                |                     |                     |
| 2020–21 mer information | Allianz Powervolley Milano        | 3–2, 3–2                          | Ziraat Bankası Ankara             |                          |                |                     |                     |

## Titlar per klubb
| Rank | Klubb                       | Titlar | Tvåa | Årtal för vunna titlar       |
| ---- | --------------------------- | ------ | ---- | ---------------------------- |
| 1.   | Modena Volley               | 5      | 2    | 1983, 1984, 1985, 2004, 2008 |
| 2.   | AS Volley Lube              | 4      | 1    | 2001, 2005, 2006, 2011       |
| 3.   | Volley Treviso              | 4      |      | 1991, 1993, 1998, 2003       |
| 4.   | Pallavolo Parma             | 2      | 1    | 1992, 1995                   |
| 5.   | Fakel Novy Urengoy          | 2      | 1    | 2007, 2017                   |
| 6.   | Avtomobilist Leningrad      | 2      |      | 1988, 1989                   |
| 7.   | Piemonte Volley             | 2      |      | 1996, 2002                   |
| 8.   | Pallavolo Padova            | 1      | 4    | 1994                         |
| 9.   | Volley Piacenza             | 1      | 2    | 2013                         |
| 10.  | Volley Gonzaga Milano       | 1      | 1    | 1987                         |
| 11.  | Ravenna Volley              | 1      | 1    | 1997                         |
| 12.  | Arkas Spor                  | 1      | 1    | 2009                         |
| 13.  | Belogorie Belgorod          | 1      | 1    | 2019                         |
| 14.  | AS Cannes                   | 1      |      | 1981                         |
| 15.  | Star Lift Voorburg          | 1      |      | 1982                         |
| 16.  | Pallavolo Falconara         | 1      |      | 1986                         |
| 17.  | Moerser SC                  | 1      |      | 1990                         |
| 18.  | Palermo Volley              | 1      |      | 1999                         |
| 19.  | Roma Volley                 | 1      |      | 2000                         |
| 20.  | Umbria Volley               | 1      |      | 2010                         |
| 21.  | AZS Częstochowa             | 1      |      | 2012                         |
| 22.  | Fenerbahçe Grundig          | 1      |      | 2014                         |
| 23.  | Vojvodina Novi Sad          | 1      |      | 2015                         |
| 24.  | Calzedonia Verona           | 1      |      | 2016                         |
| 25.  | Porto Robur Costa           | 1      |      | 2018                         |
| 26.  | Allianz Powervolley Milano  | 1      |      | 2021                         |
| 27.  | OK Partizan                 |        | 2    |                              |
| 28.  | Knack Roeselare             |        | 2    |                              |
| 29.  | Amare più Loreto            |        | 1    |                              |
| 30.  | Toseroni Roma               |        | 1    |                              |
| 31.  | Orion Doetinchem            |        | 1    |                              |
| 32.  | OK Bosna                    |        | 1    |                              |
| 33.  | Elektrotechnika             |        | 1    |                              |
| 34.  | Samotlor                    |        | 1    |                              |
| 35.  | AC Orestiada                |        | 1    |                              |
| 36.  | Netaş Istanbul              |        | 1    |                              |
| 37.  | CV Pòrtol                   |        | 1    |                              |
| 38.  | Iskra Odintsovo             |        | 1    |                              |
| 39.  | Lokomotiv Ekaterinburg      |        | 1    |                              |
| 40.  | Jastrzębski Węgiel          |        | 1    |                              |
| 41.  | Mladost Zagreb              |        | 1    |                              |
| 42.  | AZS Politechnika Warszawska |        | 1    |                              |
| 43.  | Ural Ufa                    |        | 1    |                              |
| 44.  | Andreoli Latina             |        | 1    |                              |
| 45.  | Benfica                     |        | 1    |                              |
| 46.  | Chaumont VB 52              |        | 1    |                              |
| 47.  | Olympiakos SFP              |        | 1    |                              |
| 48.  | Vero Volley Monza           |        | 1    |                              |
| 49.  | Ziraat Bankası Ankara       |        | 1    |                              |

## Titlar per land
| Rank | Land          | Segrar | Tvåa | Totalt |
| ---- | ------------- | ------ | ---- | ------ |
| 1    | Italien       | 28     | 16   | 44     |
| 2    | Ryssland      | 3      | 6    | 9      |
| 3    | Turkiet       | 2      | 3    | 5      |
| 4    | Sovjetunionen | 2      | 1    | 3      |
| 5    | Polen         | 1      | 2    | 3      |
| 6    | Frankrike     | 1      | 1    | 2      |
| 7    | Nederländerna | 1      | 1    | 2      |
| 8    | Västtyskland  | 1      | –    | 1      |
| 8    | Serbien       | 1      | –    | 1      |
| 10   | Jugoslavien   | –      | 3    | 3      |
| 11   | Belgien       | –      | 2    | 2      |
| 12   | Grekland      | –      | 2    | 2      |
| 13   | Kroatien      | –      | 1    | 1      |
| 13   | Portugal      | –      | 1    | 1      |
| 13   | Spanien       | –      | 1    | 1      |

## Mest värdefulla spelareper upplaga
- 2020–21 –  Jean Patry (FRA)